# El Peñón (Bolívar)
El Peñón è un comune della Colombia facente parte del dipartimento di Bolívar.
Il centro abitato venne fondato da Jerónimo Lebrón nel 1536, mentre l'istituzione del comune è del 1877.